# Amy Mainzer
Amy Mainzer (sinh năm 1974) là một nhà thiên văn học người Mỹ, chuyên môn ở lĩnh vực thiết bị vật lý thiên văn và thiên văn học ngân hà. Cô là nhà khoa học phó dự án cho cuộc khảo sát hồng ngoại diện rộng. Cô đã xuất hiện vài lần trong phim tài liệu truyền hình tên The Universe trên kênh History Channel.
Tiểu hành tinh Amymainzer (234750) đã được đặt theo tên cô.
Mainzer đã được chứng nhận những học vị sau đây:
- Cử nhân Khoa học ngành Vật lý, Đại học Stanford năm 1995
- Cử nhân Khoa học ngành Thiên văn học, Viện công nghệ California năm 2001
- Tiến sĩ Triết học ngành Thiên văn học, Đại học California, Los Angeles năm 2003

Lĩnh vực nghiên cứu của cô gồm: tiểu hành tinh, sao lùn nâu, khí quyển hành tinh, đĩa mảnh vỡ, sự hình thành sao cũng như là thiết kế và xây dựng thiết bị mới cho mặt đất và không gian.